# Фаллон (Невада)
Фаллон (англ.  Fallon) — город и административный центр округа Черчилл в штате Невада США.

## Описание
Административный центр  округа Черчилл с 1902 года. Находится в  западно-центральной Неваде примерно в 60 милях (100 км) к востоку от города Рино, недалеко от конца засушливой долины, называемой Сорокамильной пустыней, которую очень боялись первые путешественники по Эмигрантской тропе. Проект Карсон-Траки (завершён в 1903 году) и плотина Лахонтан (завершена в 1914 году), построенные на реках Уокер, Траки и Карсон, обеспечили мелиорацию и орошение, которые превратили большую часть округа из пустыни в крупный сельскохозяйственный район, производящий различные культуры, птицу и мед. Исторический государственный памятник Форт-Черчилл и индейская резервация Фаллон находятся неподалеку. Инкорпорирован в 1908 году. Население в 2000 году — 7536 жителей, в 2010 году — 8606 жителей.

## Население
| 2010 | 2020  |
| ---- | ----- |
| 8606 | ↗9327 |